# Kiss and Cry
Pour plus de détails, voir Fiche technique et Distribution.
Kiss and Cry (également typographié Kiss & Cry) est un film français réalisé par Chloé Mahieu et Lila Pinell, sorti en 2017.

## Synopsis
Sarah, 15 ans, est patineuse artistique de haut niveau au club de Colmar. Tiraillée entre une mère qui la pousse à se dépasser, un entraîneur tyrannique et ses propres désirs de vivre une adolescence comme les autres, elle cherche sa voie. À l'approche des Championnats de France, elle va devoir faire un choix.

## Fiche technique
- Titre : Kiss and Cry
- Réalisation :	Chloé Mahieu et Lila Pinell
- Scénario : Chloé Mahieu et Lila Pinell
- Musique : Aurore Meyer-Mahieu
- Photographie : Sylvain Verdet et Xavier Liberman
- Son :  Nicolas Waschkowski et Emma Reverchon
- Montage : Emma Augier
- Production : Mathilde Delaunay
- Société de production : Ecce Films
- Société de distribution : UFO Distribution
- Pays de production :  France
- Durée : 80 minutes
- Date de sortie :
  - France : 20 septembre 2017

## Distribution
- Sarah Bramms : Sarah Ivanov
- Dinara Droukarova : la mère de Sarah
- Xavier Dias : Xavier, l'entraîneur
- Aurélie Faula : Aurélie
- Amanda Pierre : Amanda
- Carla-Marie Santerre	: Carla-Marie
- Noémie Carroué : Noémie
- Ilana Bramms : Ilana, la sœur de Sarah
- Samuel Brian : Sam
- Cassandra Perotin : Cassandra
- Emma Bodier : Emma
- Wim Willaert : le père d'Emma

## Commentaires
Chloé Mahieu et Lila Pinell ont rencontré une partie des actrices et acteurs au cours d'un de leur précédent film documentaire intitulé Bouclé Piqué (2012). Ce film avait pour cadre un stage de glace organisé par Xavier, l'entraîneur de Kiss and Cry, auquel participaient de jeunes filles de 10 à 13 ans.
En 2014, les réalisatrices apprennent qu'une des meilleures patineuses du club, Sarah, est venue vivre à Paris à la suite d'un clash avec son entraîneur, Xavier. Elles la rencontrent régulièrement, et retournent également à Colmar pour passer du temps avec les filles qui ont arrêté le patin, celles qui sont en pleine ascension sportive, mais aussi les parents et les entraîneurs.
Kiss and Cry est un film hybride à la croisée de la fiction et du documentaire. Ainsi, alors même que les scènes sont écrites à l'avance, elles sont tournées pendant de vrais entraînements et une grande liberté est laissée aux actrices. Le scénario, tourné dans l'ordre chronologique, est en perpétuel mouvement car il doit s'adapter aux changements du réel (comme des patineuses qui se blessent et ne viennent plus à l'entraînement). Le chef opérateur fait le choix de ne pas prendre connaissance du scénario afin d'aborder les scènes à la façon d'un documentaire et d'essayer de capturer l'instant présent.

## Sélection
- Festival de Cannes 2017 : sélection ACID[3]